# Federico Ordax-Avecilla y Urrengoechea
Federico Ordax-Avecilla y Urrengoechea (León, 1850-Argamasilla de Alba (Ciudad Real), 18 de abril de 1926  ) fue un destacado político español, socialista del Partido Reformista, excelente orador, y destacado miembro de la masonería, en diferentes logias,  del  último tercio del siglo XIX y principios del XX.
Fue hijo del escritor y político liberal José Ordax Avecilla y hermano del escritor, periodista y político César Ordax-Avecilla y Urrengoechea.

## Reseña biográfica
Realizó sus estudios de medicina en Madrid y ejerció dicha profesión únicamente en el periodo de 1871 hasta 1885 como médico titular de la villa de Salvacañete (Cuenca). Acabó decantándose por el periodismo y la política; distinguiéndose en la época de la Revolución por sus ideas avanzadas, llegando a ser años más tarde un buen amigo de Manuel Becerra y Bermúdez, quién le protegió, y por su mandato fue enviado a Filipinas, archipiélago donde desempeñó algunos cargos de importancia, en la administración civil de las Islas. Como periodista, publicó sus trabajos en varios diarios, pero principalmente en el Diario de Manila y en La Opinión, también impreso en aquella capital. Contrario en todo momento a que dicha colonia pudiera servir de refugio a los inmigrantes chinos, combatió con sistemática tenacidad, por considerarla peligrosa bajo diversos aspectos. Posteriormente fue destinado a la isla caribeña de Cuba. En La Habana, en 1893, publicó Los chinos fuera de China, lo más esencial de lo que había dado a luz en la prensa de Manila. En 1896 fue nombrado gobernador civil de Puerto Príncipe y al año siguiente de Santiago de Cuba (3). También en la Gran Antilla continuó cultivando el periodismo, pero anónimamente y casi todo ello en defensa de la política del general Valeriano Weyler y Nicolau. Regresó a España en 1899, donde ocupó en distintas provincias el cargo de gobernador civil.
En 1911, se retiró de la vida pública activa y, junto a su esposa Juliana Martínez Fombuena, se hicieron cargo de las hijas de su sobrina tutelada Amparo Ordax Avecilla (Enriqueta, Amparo, Juliana y Luz Alonso Ordax-Avecilla), por fallecimiento repentino de esta última, retirándose a residir hasta su fallecimiento en Argamasilla de Alba (Ciudad Real), donde está enterrado en el panteón familiar.

## Publicaciones más relevantes
- "Los Chinos fuera de China y el antagonismo de las razas"  Editor: A. Miranda y ca impresores , 1893
- "Cuba, antecedentes, reformas y estado actual"  Editor: Diego Pacheco La Torre, 1895
- "Cartas Criollas para el Camagüey" Editor: Impr. El Comercio, 1896

## Cargos públicos ocupados
- Gobernador civil de la Provincia de Puerto Príncipe (Cuba)
- Gobernador civil de la Provincia de Santiago de Cuba (Cuba)
- Gobernador civil de Toledo
- Gobernador civil de Sevilla
- Gobernador civil de Valladolid
- Gobernador civil de Murcia

## Distinciones
- Gran Cruz del Mérito Militar Blanca